# دروازه هند (دهلی نو)

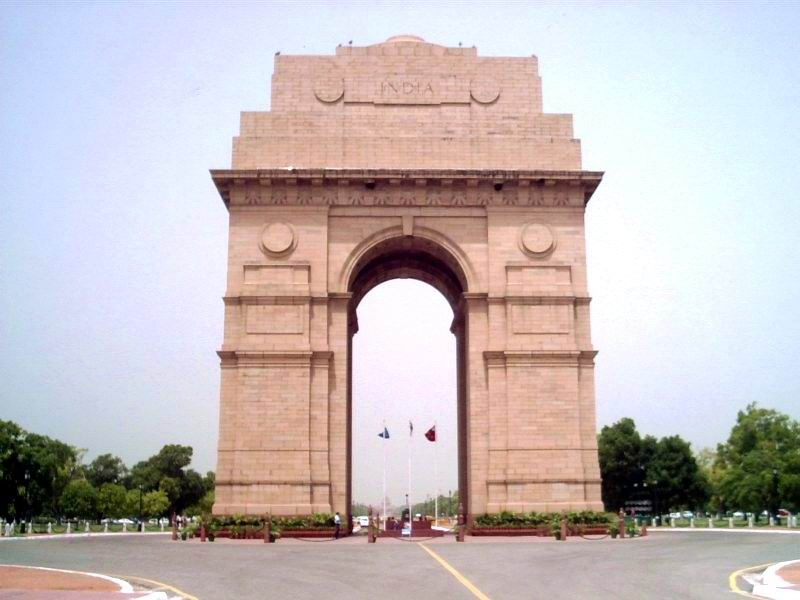
دروازه هند یا بنای یادبود ملی هند در قلب دهلی نو

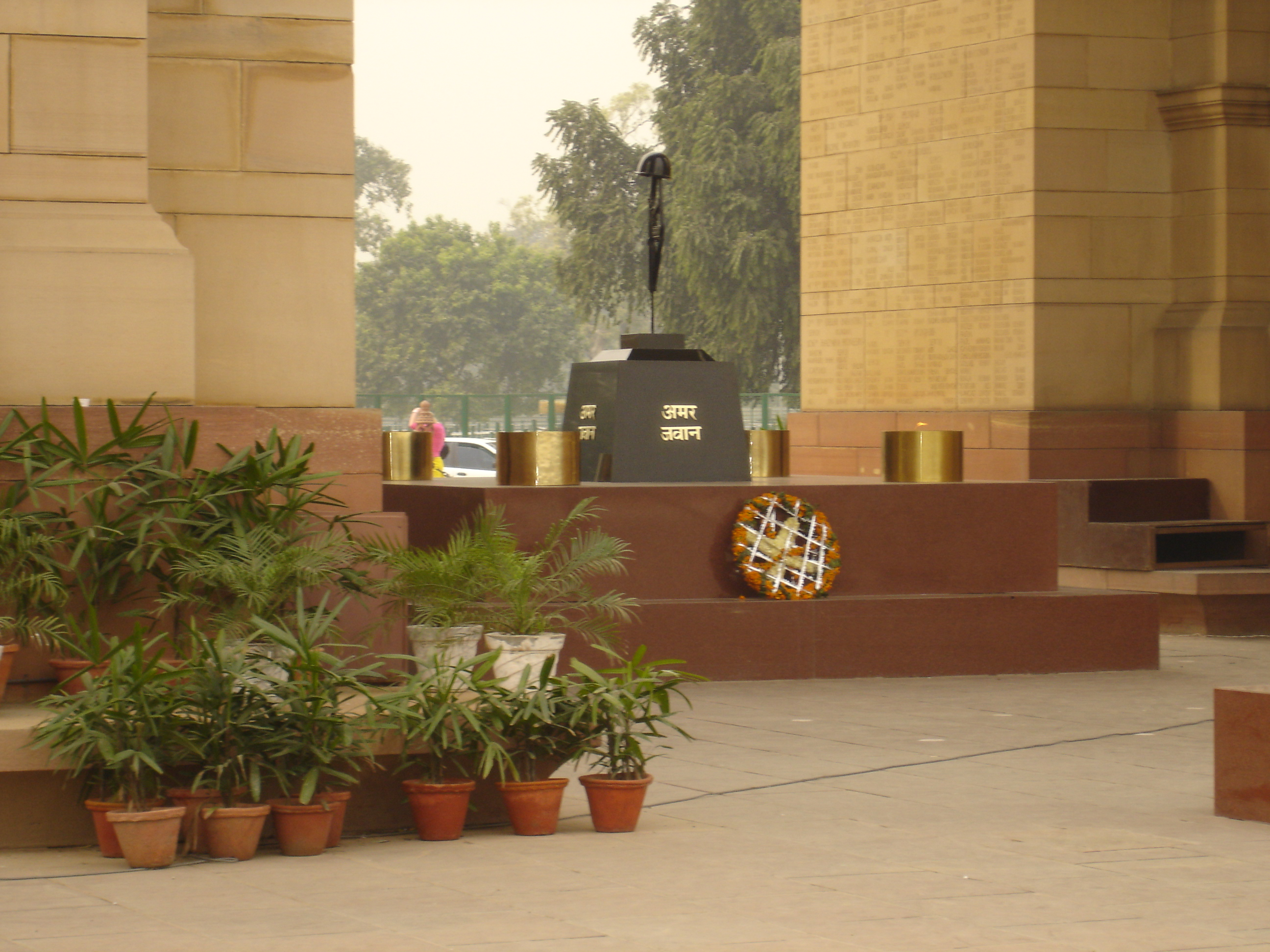
نماد سرباز گمنام ارتش هند از جنس مرمر سیاه به‌نام «شعله جاویدان سرباز» در آستانه دروازه هند

دروازه هند یا ایندیا گیت (India Gate) بنای یادبود ملی هند است که در قلب دهلی نو پایتخت کشور هندوستان واقع است.
این بنای باشکوه با ارتفاع ۴۲ متر توسط سر ادوین لیتینز معمار بریتانیایی طراحی شده و در محوطه‌ای باز و نزدیک به مجموعه زیبای کاخ ریاست جمهوری هند در سال ۱۹۳۱ ساخته شده است. در اصل این بنا به‌عنوان یادبود تمامی جنگ‌های هند شناخته می‌شود و نشان برجسته‌ای است برای یادآوری ۹۰ هزار سرباز هندی ارتش بریتانیا که در جنگ جان خود را از دست داده‌اند. این سربازان در مبارزه برای امپراتوری بریتانیا در هند، یا بیشتر در جنگ جهانی اول و همچنین در جنگ سوم انگلیس و افغانستان جان باخته‌اند. نام این سربازان بر دیوارهای این بنا حک شده‌است. این بنا از سنگ ماسه قرمز و گرانیت ساخته شده است.
در ابتدا، مجسمه جرج پنجم پادشاه بریتانیا در زیر سایه‌بان کنونی در آستانه دروازه هند ایستاده بود که پس از استقلال هند، این مجسمه با یادبودی از سرباز گمنام ارتش هند از جنس مرمر سیاه و به‌صورت یک مشعل فروزان تعویض شد که به نام «شعله جاویدان سرباز» نام‌گذاری شده است.
محوطه شش گوشه‌ای به صورت یک میدان، دروازه هند دهلی را دربر گرفته که حدود ۳۰۶۰۰۰ متر مربع مساحت و در حدود ۶۲۵ مر قطر دارد. این میدان وسیع محل مناسبی برای تفرج خانواده‌ها و گردشگران مختلف است.

## تصاویر

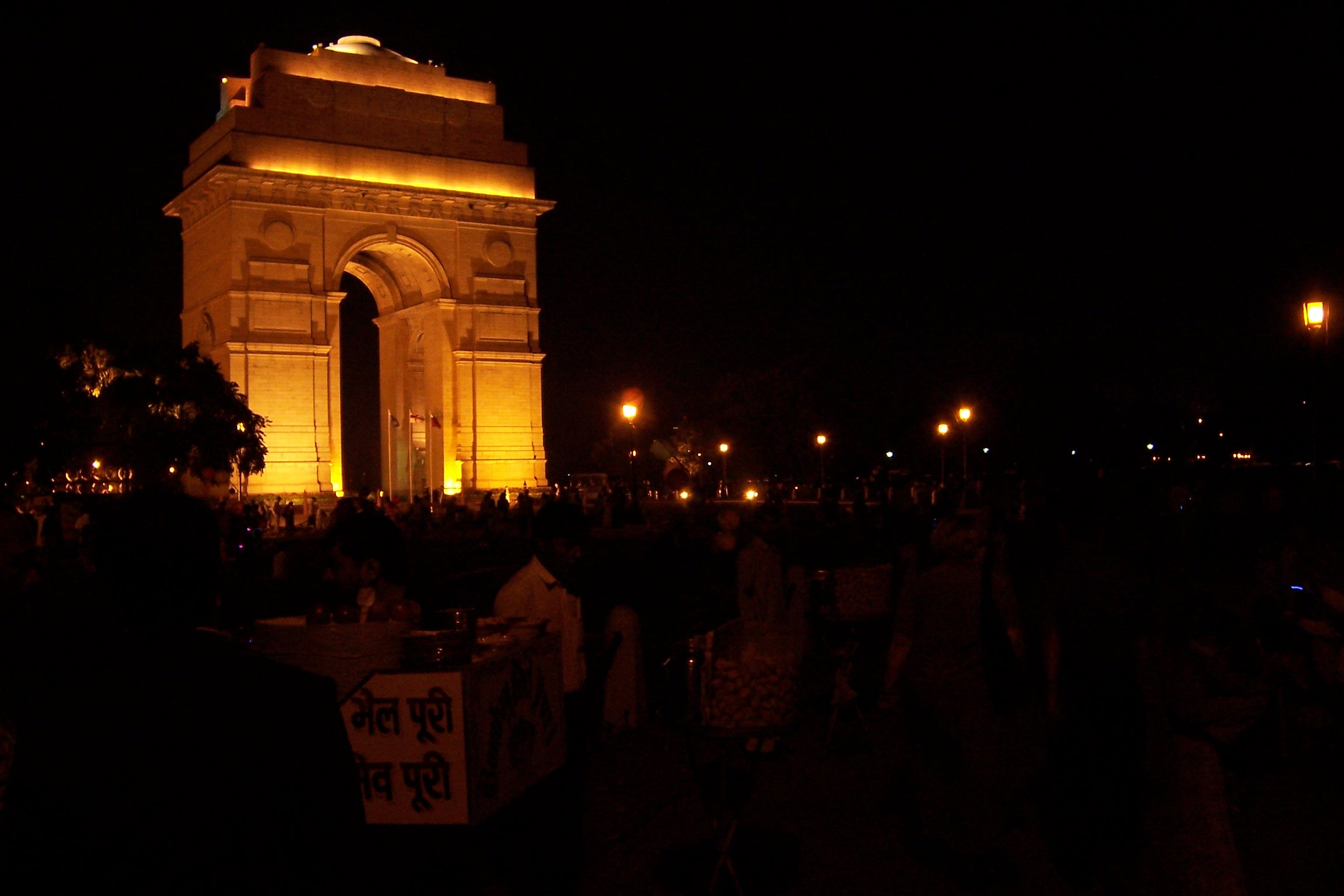
دروازه هند در شب.
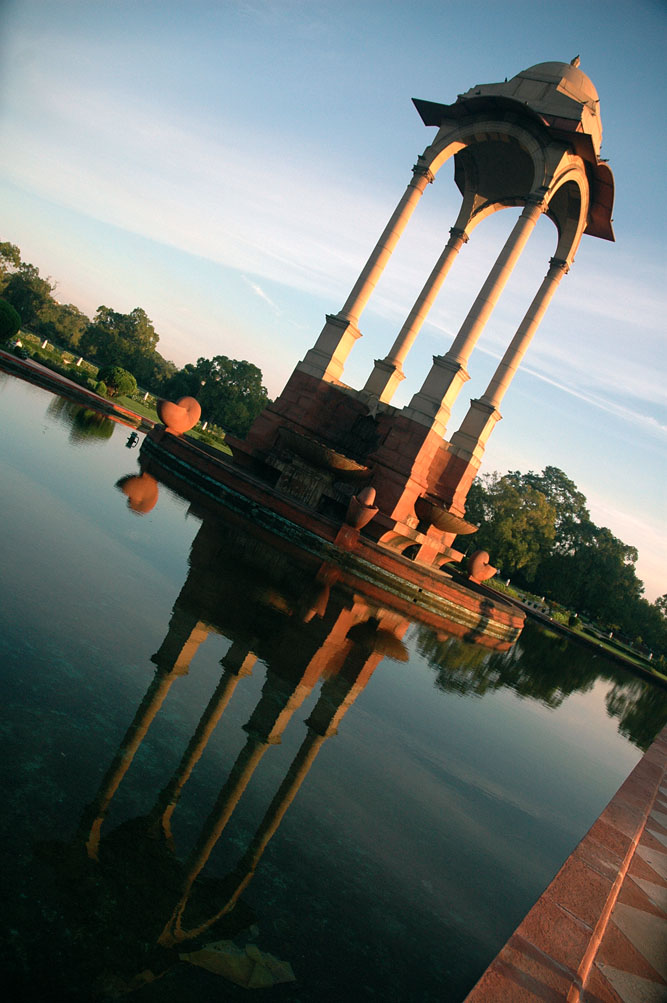
سایبانی در نزدیکی دروازه هند.
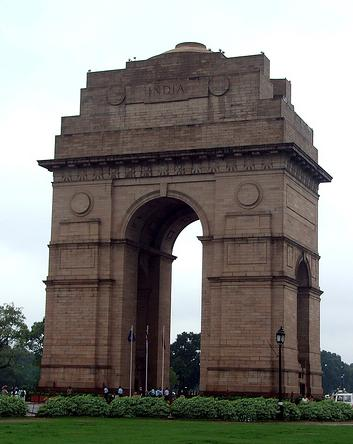
دروازه هند.
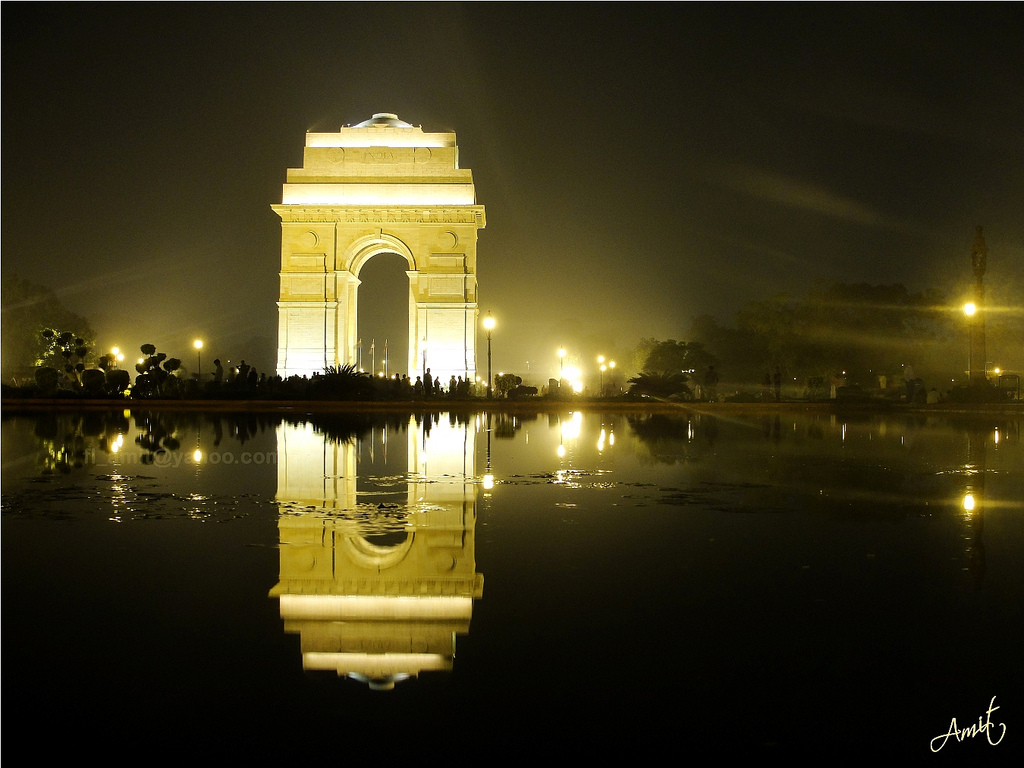
دروازه هند در شب